# آمریکا، لیمبورگ
{{Infobox settlement
|name=America
|settlement_type=Dorp
|subdivision_type=کشور
|subdivision_name=هلند
|subdivision_type1=استان
|subdivision_name1=Limburg
|subdivision_type2=شهرستان
|subdivision_name2=Horst aan de Maas
|pushpin_map_size=125
|population=2130
|population_as_of=2007
|area_km2=24.87
| مختصات = ۵۱°۲۶′۱۶″ شمالی ۵°۵۸′۴۴″ شرقی / ۵۱٫۴۳۷۷۸°شمالی ۵٫۹۷۸۸۹°شرقی

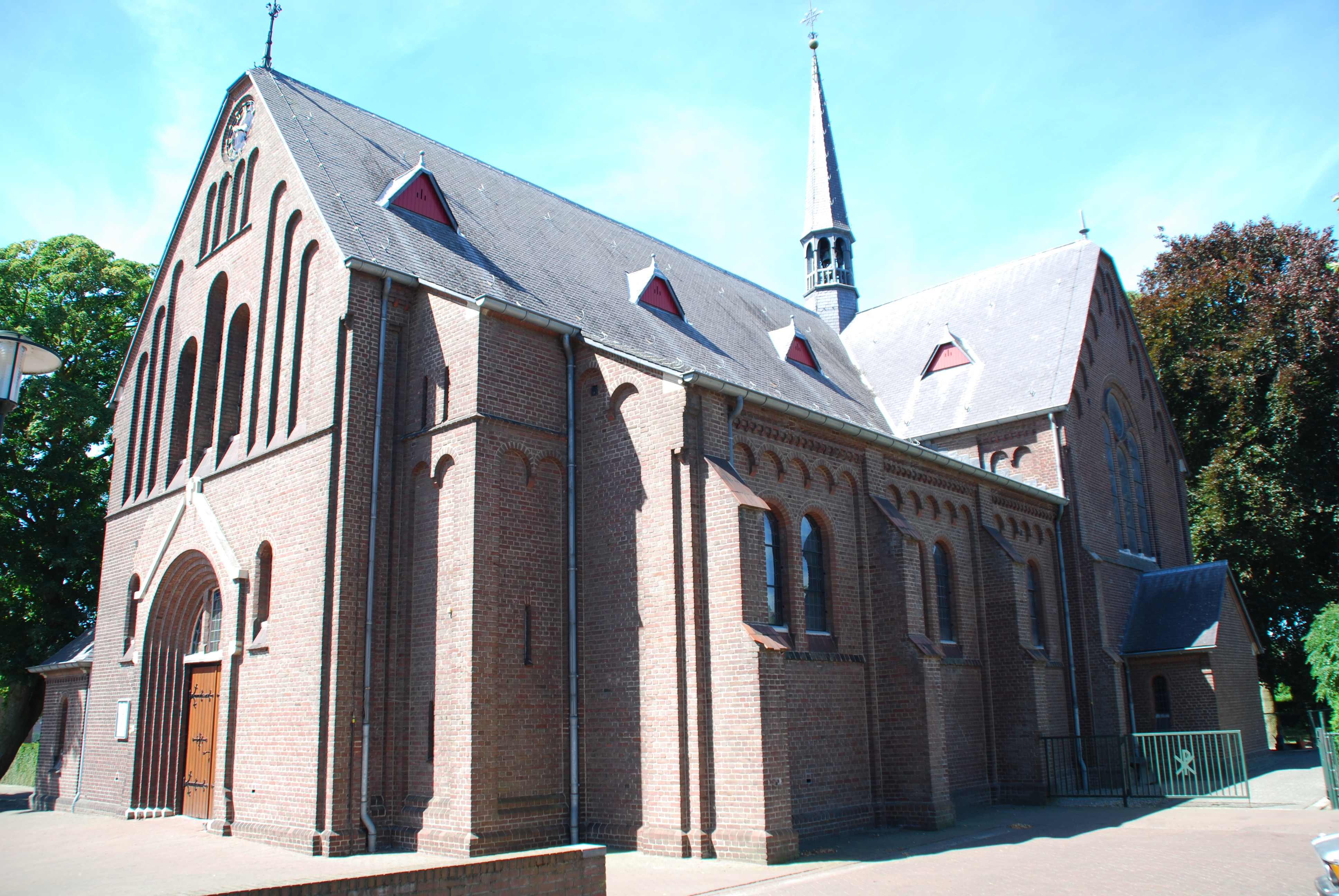
کلیسای سنت یوسف

امریکا، لیمبورگ (به هلندی: America, Limburg) یک روستا در هلند است که در لیمبورگ واقع شده‌است.

## خصوصیات
امریکا ۲٬۱۳۰ نفر جمعیت دارد.